# Talisay (Batangas)
Pour les articles homonymes, voir Talisay.
Talisay est une municipalité de la province de Batangas.